# نرجس جيري
النرجس الجيري (باللاتينية: Narcissus calcicola) نوع نباتي يتبع جنس النرجس من الفصيلة النرجسية. ينمو النبات من بصلة شتوية مبكرة معمرة.

## الموئل والانتشار
موطن النرجس الجيري البرتغال.